# Doris Reisinger
Doris Reisinger (* 1983 in Ansbach, geb. Wagner) ist eine deutsche Theologin, Philosophin und Autorin sowie ehemaliges Mitglied der Geistlichen Familie „Das Werk“ (FSO). Als Betroffene von sexuellem Missbrauch in der römisch-katholischen Kirche brachte sie ab 2014 das Thema vor allem als Buchautorin in die Öffentlichkeit. Seither wirbt sie auch in Interviews und Vorträgen vor Verantwortlichen und Seelsorgern um ein neues Bewusstsein für das Phänomen geistlichen Missbrauchs in der katholischen Kirche.

## Leben
Doris Reisinger entstammt einer frommen, christlichen Familie und wuchs in Oberkotzau auf. Als sie 15 Jahre alt war, konvertierte sie mit ihrer ganzen Familie und trat von der evangelisch-lutherischen Kirche zur römisch-katholischen Kirche über. Sie engagierte sich in der Stadtkirche St. Marien in Hof. Bereits als Jugendliche wurde ihr bewusst, dass sie in ein Kloster eintreten wollte. Sie trat kurz nach ihrem Abitur am Jean-Paul-Gymnasium Hof 2003 der Geistlichen Familie „Das Werk“ bei und arbeitete jahrelang in der Niederlassung der Gemeinschaft in Rom. Am 11. November 2007 legte sie in der Kirche Santa Maria in Traspontina vor dem Erzbischof von Bologna Carlo Kardinal Caffarra ihr Ordensgelübde ab. Sie und Pater Reisinger verließen 2011 „Das Werk“ und gründeten eine Familie.
Nach ihrem Austritt erstattete sie gegen einen ehemaligen Mitbruder Anzeige wegen Vergewaltigung in Deutschland und Österreich. Die Staatsanwaltschaften in Deutschland und Österreich stellten die Verfahren ein. Die Anzeige in Deutschland war vor der Reform des Sexualstrafrechts 2016 erfolgt. 2014 veröffentlichte sie ihre Erfahrungen in einem Buch mit dem Titel Nicht mehr ich – Die wahre Geschichte einer jungen Ordensfrau und enthüllte darin ihre Erfahrungen als Missbrauchsopfer.
2019 erschien ihr Buch Spiritueller Missbrauch in der katholischen Kirche im Herder Verlag. Anfang 2019 führte sie mit Kardinal Christoph Schönborn, dem Erzbischof von Wien, zum Thema des Missbrauchs in der katholischen Kirche ein Gespräch vor der Kamera, das in einen Dokumentarfilm eingebettet und vom BR Fernsehen ausgestrahlt wurde und ebenfalls als Buch veröffentlicht wurde.
Reisinger studierte Philosophie und Theologie in Rom, Freiburg, Erfurt und Münster und wurde 2019 mit einer Arbeit zum Originalbegriff in der Analytischen Philosophie an der Westfälischen Wilhelms-Universität Münster promoviert. 2019/2020 nahm sie einen Lehrauftrag an der Philosophisch-Theologischen Hochschule Sankt Georgen wahr. Seit 2019 ist sie wissenschaftliche Mitarbeiterin an der Universität in Frankfurt am Main. Seit März 2020 ist sie „Fellow“ der Forschungsgruppe „Gender, Sex, and Power: Towards a History of Clergy Sex Abuse in the U.S. Catholic Church“ am Cushwa Center der Notre Dame University, Indianapolis.
Doris Wagner ist eine der fünf Protagonistinnen des im Herbst 2018 veröffentlichten Films #Female Pleasure sowie eine der Protagonistinnen in der 2019 ausgestrahlten Arte-Dokumentation Gottes missbrauchte Dienerinnen. Auch in dem Kinodokumentationsfilm Verteidiger des Glaubens des deutsch-britischen Regisseurs Christoph Röhl über Papst Benedikt XVI. kommt Doris Reisinger mehrfach zu Wort. 
Dem im April 2025 verstorbenen Papst Franziskus hielt Reisinger Doppelmoral vor; er habe Priester geschützt, die Ordensfrauen vergewaltigt und zur Abtreibung gezwungen hätten.

## Schriften
- Nicht mehr ich. Die wahre Geschichte einer jungen Ordensfrau. Edition a, Wien 2014, ISBN 978-3-99001-109-6.
- Spiritueller Missbrauch in der katholischen Kirche. Mit einem Geleitwort von Klaus Mertes und einem Nachwort von Jochen Sautermeister. Herder, Freiburg 2019, ISBN 978-3-451-38426-4.
- mit Christoph Kardinal Schönborn: Schuld und Verantwortung. Ein Gespräch über Macht und Missbrauch in der Kirche. Herder, Freiburg 2019, ISBN 978-3-451-39526-0.
- #NunsToo: Sexueller Missbrauch an Ordensfrauen – Fakten und Fragen. In: Stimmen der Zeit. 236, 6, 2018, S. 374–384 (online).
- Von der Last ein Opfer zu sein oder: Von der Unmöglichkeit zu vergeben. In: Lebendige Seelsorge. 70, 3, 2019, S. 162–166 (online).
- Schämst du dich noch? Evas Vertreibung aus dem Paradies prägt unser Frauenbild tiefer, als uns oft bewusst ist. Zeit für einen neuen Blick. Gastbeitrag in Christ & Welt/Zeit online (online).
- Vortrag „Gewalt gegen Frauen in Kirche und Orden“. 27. und 28. September 2019 in Siegburg.
- Was ist ein Original? Eine Begriffsbestimmung jenseits genieästhetischer Stereotype. Dissertation. Universität Münster 2019. Transcript, Bielefeld 2020, ISBN 978-3-8376-4989-5.
- Gemeinsam mit Christoph Röhl: Nur die Wahrheit rettet. Piper, München 2021, ISBN 978-3-492-07069-0.
- (als Mitherausgeberin). Philosophie der Spiritualität / Philosophy of Spirituality. Schwabe Verlag, Berlin, 2024. ISBN 978-3-7574-0125-2